# Caillardia dilatata
Caillardia dilatata  (лат.) — вид полужесткокрылых насекомых-листоблошек рода Caillardia из семейства Aphalaridae.

## Распространение
Палеарктика, в том числе: Египет, Израиль, Иран, Саудовская Аравия, ОАЭ.

## Описание
Мелкие листоблошковые насекомые (около 3 мм) с прыгательными задними ногами. 
Питаются соками растений, таких как Hammada Iljin, Hammada elegans, Hammada salicornica (семейство Амарантовые, порядок Гвоздичноцветные). Вид был впервые описан в 1978 году российским энтомологом Мариной Михайловной Логиновой (Зоологический институт АН СССР, Ленинград).